# Лорд-хранитель Малої печатки
Лорд-хранитель Малої печатки (англ. Lord Keeper of the Privy Seal) — одна з найдавніших посад в англійському, а потім й у британському уряді.

## Історія та повноваження
Первинно Лорд-хранитель Малої печатки відповідав за збереження особистої печатки короля Англії. Нині він є 5-м за рангом серед Вищих посадових осіб держави і є одним з вищих чиновників Великої Британії. В історії країни власники цього титулу були найвпливовішими сановниками, оскільки у минулому не існувало сучасної ієрархії чиновництва, і Лорд-хранитель Малої печатки міг займати найвищий урядовий пост (як і Лорд-канцлер або Перший лорд скарбниці. У рідкісних випадках англійської історії посаду Лорда-хранителя Малої печатки займали спеціально створені комісії.
Нині Лорд-хранитель Малої печатки призначається королем (королевою) Великої Британії за поданням прем'єр-міністра. Зазвичай цю посаду займають голови Палати громад або Палати лордів парламенту Великої Британії. Положення Лорда-хранителя Малої печатки відповідає посаді міністра без портфеля. Окрім Лорда-хранителя Малої печатки у Великій Британії існує також посада Лорда-хранителя Великої печатки (офіційної печатки держави).
З 2022 року Лордом-хранителем Малої печатки є Ніколас Тру.

## Найбільш відомі Лорди-хранителі Малої печатки
- Вільям Ментон (1307-12)
- Томас Болейн (1530-36)
- Томас Кромвель (1536-40)
- Чарльз Спенсер (1755)
- Джон Расселл (1761-63)
- Джордж Спенсер (1763-65)
- Вільям Пітт старший (1766-68)
- Огастас Фіцрой (1771-75)
- Джордж Кемпбелл (1853—1855)
- Бенджамін Дізраелі (1876—1878)
- Арчібальд Прімроуз (1885)
- Вільям Гладстон (1886)
- Роберт Гаскойн-Сесіл (1902)
- Артур Бальфур (1902—1903)
- Джозеф Остін Чемберлен (1921—1922)
- Стенлі Болдвін (1932—1934)
- Ентоні Іден (1934—1935)
- Едвард Гіт (1960-1963)
- Річард Айвор (1997—1998)
- Джек Стро (2006-2007)
- Гаррієт Гарман (2007-2010)
- Тіна Стовелл (2014-2016)